# Popillia semicuprea
Popillia semicuprea är en skalbaggsart som beskrevs av Ernst Gustav Kraatz 1892. Popillia semicuprea ingår i släktet Popillia och familjen Rutelidae. Inga underarter finns listade i Catalogue of Life.